# NGC 1390
NGC 1390 是南天波江座的一個棒旋星系。NGC 1390的亮度度等级为I。该天体直径為22000光年，距银河系约5000万光年，于1886年被美国文学家法蘭克·穆勒发现。